# Thomisus granulatus
Thomisus granulatus är en spindelart som beskrevs av Karsch 1880. Thomisus granulatus ingår i släktet Thomisus och familjen krabbspindlar. Inga underarter finns listade i Catalogue of Life.